# Citroën Axel
 Ikke at forveksle med Citroën AX.
Citroën Axel var en bilmodel bygget fra starten af 1985 til midten af 1990 på licens fra den franske bilfabrikant Citroën af Oltcit i Rumænien.
Minibilen var planlagt af Citroën, men blev dog ikke realiseret af moderselskabet PSA Peugeot Citroën. I Frankrig blev modellen erstattet af Citroën Visa. Den var baseret teknisk på Peugeot 104, og fandtes både med luftkølet tocylindret motor fra Citroën Visa og med vandkølet firecylindret motor.
I slutningen af 1982 kom bilen på markedet i Rumænien som Oltcit Special og Oltcit Club. Bilen blev fra starten af 1985 markedsført af Citroën i Frankrig, Østrig, Holland, Belgien og Italien (dog ikke Tyskland, Storbritannien, Skandinavien og Schweiz) under modelbetegnelsen Axel. Bilen havde luftkølet, firecylindret boxermotor fra Citroën GS på enten 1.129 cm³ og 58 hk i Axel og Axel 11 R eller 1.299 cm³ og 60 hk i Axel 12 TRS.
Eksporten af Axel blev indstillet i 1988, men produktionen fortsatte i Rumænien frem til 1995.